# Barrial (El Salvador)
El Barrial es un asentamiento humano que se localiza en el departamento de Morazán, El Salvador, Centroamérica. Se estableció (al igual que otros 4 asentamientos más) a partir de los acuerdos de paz que pusieron fin a la guerra civil de El Salvador. La mayor parte de la gente que habita esta comunidad fue desplazada hacia Honduras, cuando el conflicto armado en El Salvador se incrementó, permaneciendo 9 años en este país. El Barrial pertenece a la comunidad Segundo Montes (CSM), (nombre adoptado por un sacerdote español que trabajó esa comunidad y que fue asesinado junto a otros religiosos) al igual que San Luis, Quebracos, Atos I y II. Esta comunidad ha dependido prácticamente de la ayuda comunitaria de la Unión Europea.

## Geografía
El Barrial es el más distante de todos los asentamientos de la CSM y el contraste es mayor: sólo hasta este año de 1997 se inició un proyecto de vivienda permanente y esto le dará un aspecto distinto al que ha tenido todos estos años. Es desde punto de vista el menos urbanizado y más agrario. En una observa ción comparativa se percibiría que ha sido mucho menos beneficia do que los otros asentamientos, y ciertamente los resultados del censo lo confirman. Con todo, dispone de una escuela primaria en coordinación con SILEM, un puesto de salud con un promotor del Ministerio y su propia directiva, creada a partir del proyecto de vivienda, pero que está asumiendo un papel importante en el desarrollo comunitario local. En cada uno de los asentamientos existe una escuela prima ria; la que tiene una infraestructura más desarrollada en este sentido es la de Hatos I; en contraste, Hatos II tiene una pequeña escuela primaria. Desde este punto de vista la formación primaria está prácticamente cubierta en los asentamientos. 2. Aspectos demográficos Asentamiento 1991 1994 cambio 91-94 1997 cambio 94-97 cambio 91-97 Hatos I 1099 1150 4,6% 989 (14%) (10%) Hatos II 1445 833 (42,45%) 372 (55,3%) (74,3%) Barrial 980 589 (40%) 365 (38%) (62,8%) totales 3524 2572 (43,47%) 1726 67,10% (36,20%) 2.1 Población total Hatos I parece mantener un crecimiento poblacional estacionario, aunque realmente su población original también se ha movilizado; tanto en Hatos II como en Barrial asistimos a una dramática reducción de su población: en 74,3% y en 62,8% en términos absolutos respectivamente. Razones y destinos: básicamente habría tres explicaciones para esta reducción de la población: la búsqueda de mejores condiciones de vida y trabajo; la consecución de vivienda y servicios básicos (más notable en el caso de Barrial) y la problemática de las tierras, fundamentalmente en Hatos II, donde los antiguos propietarios se han negado a negociar la tierra. La población de Barrial parece como que se ha redistribuido en los demás asentamientos. Así encontramos población originaria de Barrial: en San Luis un 4,21% des su población era de Barrial; de Quebrachos un 8,01%, de Hatos II un 10,229% y en Hatos I un 3,59%. La población original de Hatos II se encuentra redistribuida así: de San Luis, un 3,51% eran de Hatos II, en Quebrachos un 2,88% y en Hatos II, un 3,08%. A partir de estos datos se puede concluir lo siguiente: La población que originariamente se asentó en Barrial, después de llegar de Colomoncagua, se reubicó en otros asentamientos, buscando tierra, trabajo o vivienda. Desde esta perspectiva se puede decir que aunque localmente se redujo su población en un 62,8%, el grueso de su población terminó por reubicarse en los demás asentamientos, y por tanto en términos globales la población primaria de Barrial permanece aún en CSM, y sólo se ha movilizado para buscar beneficios (vivienda, tierra, etc.) que no han podido suplirse localmente.
Enlace:www.comunidadsegundomontes.org
- Datos: Q5720131